# L'Initiation (revue)
 (décembre 2012).
Si vous disposez d'ouvrages ou d'articles de référence ou si vous connaissez des sites web de qualité traitant du thème abordé ici, merci de compléter l'article en donnant les références utiles à sa vérifiabilité et en les liant à la section « Notes et références ».

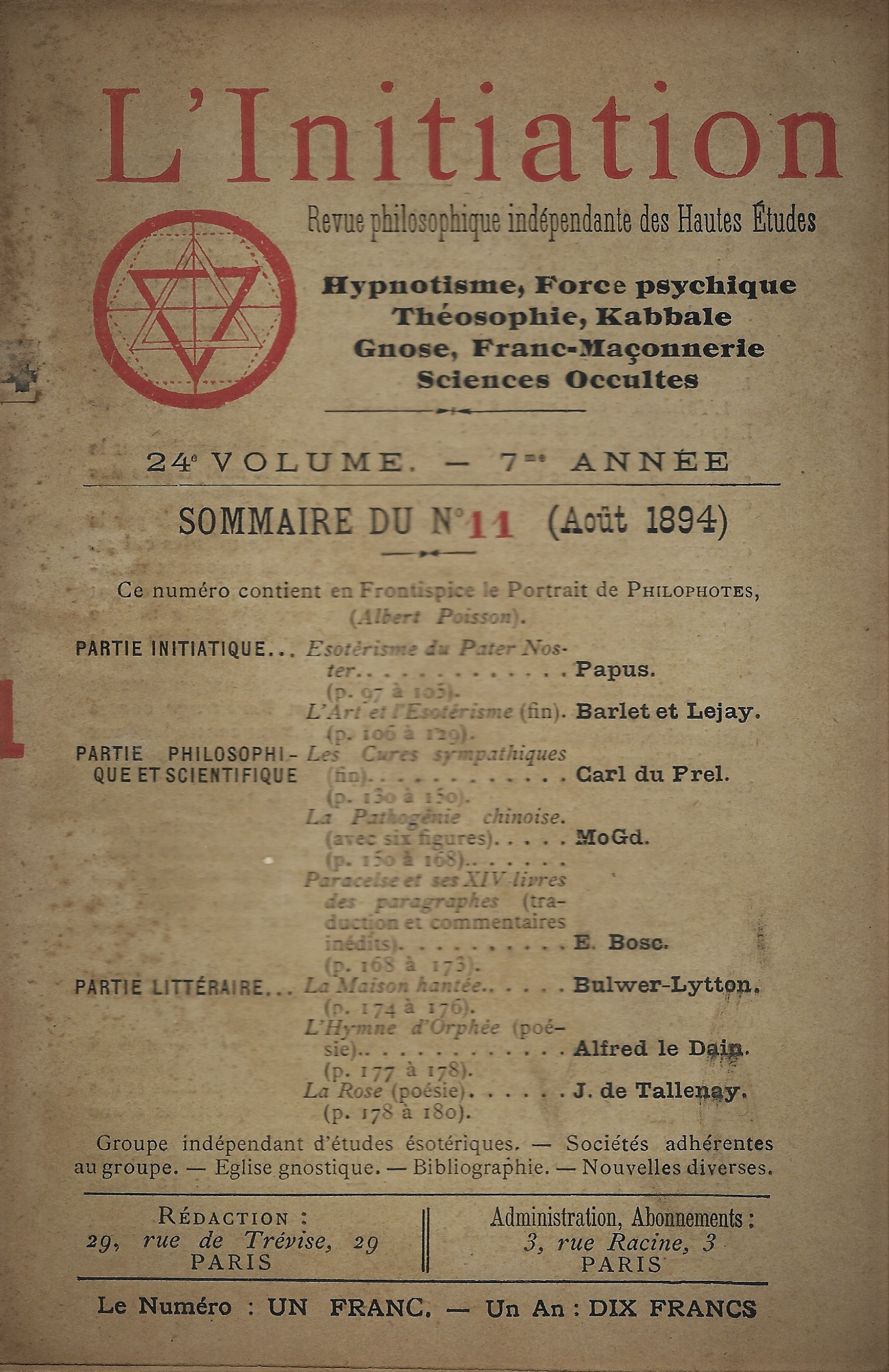
Première de couverture de L'Initiation de août 1894

L'Initiation est une revue trimestrielle française créée en octobre 1888 par Papus (Gérard Encausse), organe officiel du Groupe Indépendant d’Études Ésotériques.

## Le Groupe Indépendant d’Études Ésotériques
Le Groupe Indépendant d’Études Ésotériques a réuni autour de Papus des chercheurs et les principaux occultistes de son temps pour donner des cours et des conférences, organiser des congrès, poursuivre des recherches précises. La revue L’Initiation, créée en 1888, en a été l’organe de communication, tout en étant indépendante de l’Ordre Martiniste. Cette publication permettait à de jeunes auteurs de s’exprimer, de s’affirmer, de se faire connaître. Papus a été soutenu et aidé par ses amis qui se sont chargés des opérations matérielles et fastidieuses : groupement et sélections des articles, abonnements, relations avec l’imprimeur, etc.

## L'Initiation, première série
La revue mensuelle L’Initiation est fondée, en octobre 1888, par Papus (Gérard Encausse) qui en est le directeur, George Montière, le rédacteur en chef, Charles Barlet et Julien Lejay, les secrétaires de rédaction. Elle est vendue au prix de 10 FF par an pour 12 numéros. Ses premiers numéros ont été publiés grâce au soutien financier de Jean-Jacques Bourcart, le secrétaire et ami du philanthrope Henri Dunant.
La rédaction est adressée au 14 rue de Strasbourg, où Papus habite cette année-là dans une modeste chambre d'étudiant, et l’administration au 54 rue Saint-André des Arts, à Paris.
L’Initiation est définie par Papus comme une revue philosophique indépendante des Hautes Études traitant d'Hypnotisme, de Théosophie, de Franc-maçonnerie et des Sciences Occultes.
Cette première mouture de la revue est très éclectique, ouverte à tous les courants occultistes (Franc-maçonnerie, Martinisme, Spiritisme), elle comporte un bulletin théosophique, une partie littéraire, fait une large place à la poésie, et s'ouvre aussi à la vie sociale, et fait part de l’actualité. 
On trouve au sommaire du no 1 d’octobre 1888, paru chez Georges Carré, des articles sur la Philosophie ("L’Initiation" de Charles Barlet), sur la Franc-maçonnerie ("Le symbolisme" par Papus), la Physiognomonie ("La Théorie des Tempéraments" par Georges Polti et Gary de Lacroze), et sur "Louis-Claude de Saint-Martin" par Julien Lejay. Articles complétés par des textes de Joséphin Peladan ("La légende de l’inceste") et des poésies d'Adélaïde Morin et de Charles Dubourg, et des illustrations  significatives sur la Franc-maçonnerie, la Tradition Égyptienne, l’étoile flamboyante, les quatre évangélistes, et le vénérable devant sa Loge brandissant le rameau d’acacia et l’épée flamboyante.
 Catulle Mendès, Émile Goudeau, Jules Lermina, René Caillé collaborent aux numéros suivants. L'alchimiste François Jollivet-Castelot présente à Papus le dramaturge August Strindberg qui donnera à la revue des articles sur ses essais de fabrication d'or.
Le dernier numéro de L’Initiation, qui en est à sa 24e année et son 96e volume, sort en octobre 1912, avec des articles de Papus sur "Le temple Egyptien et ses mystères", de Saint-Yves d’Alveydre, décédé en 1909, sur "La définition de l’Archéomètre" et "Le Mysticisme" de Sédir. Il est à noter que Papus reprend des articles anciens, certains collaborateurs se sont, à cette époque, éloignés.

## La revueMysteria
Au bout de vingt-trois ans, une revue, comme un être humain vers la soixantaine, a besoin de transformations. Voilà pourquoi nous avons créé « Mysteria ». Le titre de cette revue, adapté aux idées actuelles, indique bien son nouveau caractère. Comme sa mère, Mysteria sera le complément de toutes les revues psychiques et sera destinée aux lecteurs déjà instruits dans ces études, aux initiés plutôt qu’aux commençants.
Ainsi, en décembre 1913, la nouvelle revue d’études initiatiques illustrée mensuelle Mysteria prend la suite de l'Initiation. Publiée sous la direction de Papus, au prix de 10 F par an pour l’abonnement de 10 numéros, en 96 pages format in octavo, la revue comporte 4 numéros trimestriels et un numéro spécial de 54 pages en fin d’année.
La rédaction et l’administration siègent au 15 rue Séguier à Paris VI°, au même endroit que l’association « Les amis de Saint-Yves d’Alveydre », créée en 1910.
Mysteria va, dans sa forme nouvelle, insister tout spécialement sur les arts divinatoires et, dans quelques numéros, une section spéciale sera destinée à la physiognomonie, à la chiromancie, à la graphologie et à quelques données d’astrologie et d’hermétisme. 
Le premier numéro, sorti en janvier 1913, comporte des articles sur la bibliographie du Martinisme, les plantes magiques, Louis-Claude de Saint-Martin, l’astrologie, ainsi que : Jésus et la science par Susabo, La Colère et le Pardon par G. Wilfried, la Réincarnation par Franlac, l’Occultisme scientifique par Gaston Durville, La France Chrétienne par Émile Le Laboureur. Certains auteurs de l’ancienne revue ont disparu, beaucoup d'articles sont signés de nomens.
Le dernier numéro de la revue Mysteria paraît en mai 1914 avec un numéro spécial consacré à l’Alchimie, signé Bodelot ; l’adresse de la revue est alors rue Rodier à Paris IX°. La déclaration de la guerre en 1914 interrompt la revue, qui s'arrête définitivement à la mort de Papus, survenue en 1916.

## La nouvelle série de la revueL’Initiation
Une quarantaine d’années plus tard, en 1953, le Dr Philippe Encausse, fils de Papus, redonne vie à L’Initiation, sous-titrée Cahiers de documentation ésotérique traditionnelle, le no 1 de janvier/février 1953 indique qu’il y a 6 numéros par an de 48 pages.
Sous le titre général L’Ordre Martiniste de Papus renaît…, le premier numéro comporte « L’introduction au Martinisme » par Jean de Luquère, « Martinisme et Martinézisme » par Aurifer, «Les femmes et la Franc-maçonnerie » par Éliane Brault, et « Les marchands du Temple » par Philippe Encausse et un article sur la résurgence de l’Ordre Martiniste. 
Philippe Encausse en est le directeur, le gérant, le propriétaire et le rédacteur en chef de janvier 1953 jusqu’en juillet 1984.
Georges Crépin, Georges Cochet, Denise Pageaut, Jean Bretin, Jacqueline Encausse, de 1987 jusqu’en 1995, et Annie Boisset, de 1996 à 2012, seront les administrateurs suivants, et Michel Léger le directeur en 1982.
Yves-Fred Boisset est rédacteur en chef de la revue depuis septembre 1984. C’est grâce à son travail efficace que la revue continue aujourd’hui et s’est développée avec l’aide d’Annie Boisset l’administrateur.
En 1962, sur le no 2, apparaît l’indication que L’Initiation est "l’Organe Officiel de l’Ordre Martiniste" ; cela signifie aussi que l’Ordre Martiniste subventionne la revue. Philippe Encausse donnait généreusement beaucoup d’abonnements et le nombre d’abonnés payants était tombé, en 1982, à environ 120.
Afin d’ouvrir la revue et de revenir à ses origines, en 1999 dans le numéro 2, L’Initiation redevient les Cahiers de Documentation Ésotérique Traditionnelle, revue du Martinisme et des divers courants initiatiques.
Philippe Encausse a consacré son activité à la mémoire de son père. Il multiplie les rééditions des œuvres de Papus, avec l’aide de son ami Dangles et de Jordan (éditeur). Philippe Encausse ressuscita le Martinisme et dans la foulée la revue « L’Initiation ».
Dans une lettre que Robert Ambelain adresse à Michel Léger le 25 février 1986, on lit :
« Il est des faits que vos lecteurs et les membres de l’Ordre doivent connaître en effet ; il est bon de se souvenir que notre amitié, notre affection, à Philippe Encausse et moi-même, n’a cessé de s’amplifier au cours des années, et qu’elle demeure au-delà de la mort.
« J’ai été son initiateur au Martinisme, comme je le fus pour Robert Amadou et Jules Boucher, et j’ai initié tout son Suprême Conseil de 1952 : Bertrand de Maillard, Georges Crépin, Pierre Delpirou, Jean Carrega, Élyane Brault, Gisèle Faivre, etc.
« C’est pourquoi, hormis la S.: Maria Lorenzo, initiée je crois par son père : José de Via, à Barcelone, tous les membres de l’Ordre Martiniste actuel m’ont ainsi en leur filiation initiatique. Cela m’imposait et m’impose des devoirs, si eux trouvent bon de s’en affranchir ! »
En novembre 1952, Philippe Encausse nomme Robert Ambelain Inspecteur Général de l’Ordre. Robert Ambelain dit :
« Philippe Encausse avait tenté de revenir à L’Initiation à l’époque de son père. La page 4 de la couverture du numéro 3/4 de 1956 l’annonçait et en témoigne encore : Astrologie, Chiromancie, Théurgie, Alchimie, Gnose, Kabbale, y devaient doubler les chroniques Martinistes habituelles. Il n’en fut rien. Philippe Encausse fut contré par des gens que leur ignorance telle des connaissances ésotériques infériorisait et qui, de ce fait, y étaient fondamentalement hostiles ! »
L’orientation qui est donnée aujourd’hui à L’Initiation est une ouverture à une multitude de points de vue, et l’accueil de nouveaux auteurs. On a cherché des auteurs plus éclectiques, cette revue est ouverte à tous les Martinistes, pour tous les chercheurs. En 2004, la revue compte 300 abonnés, lorsque nous avons repris la revue en 1984, il y avait 130 abonnés. Depuis les années 1990, le nombre d’abonnés a augmenté grâce à l’action du rédacteur en chef Yves-Fred Boisset et des conférences qu’il a données dans tous les milieux initiatiques.

## Éditions étrangères deL'Initiation
L’Initiation s’est récemment enrichie de trois éditions étrangères : en 2000, une édition anglophone publiée à Plainsfield (Indiana – États-Unis) et codirigée par Onslow Wilson, en 2001 ; une édition lusophone publiée à Rio de Janeiro (Brésil) et codirigée par Mario Willmersdorf ; et, en 2002, une édition hispanophone publiée à Madrid (Espagne) et codirigée par Diego Cerrato Barragán.
L’Initiation reste dans la tradition des grandes figures du Martinisme, Jacob Boehme le précurseur, Louis-Claude de Saint-Martin le régulateur et Papus, le diffuseur. Cette revue est celle de la maçonnerie, franc-maçonnerie rectifiée avec Martinès de Pasqually, Jean-Baptiste Willermoz et Louis-Claude de Saint-Martin, mais aussi le Régime Écossais Rectifié (RER), la Grande Loge de France (GLF), et le Grand Orient (GO) ; elle est aussi celle de tous les Ordres Martinistes.